# Самойлов, Сергей Вячеславович
Серге́й Вячесла́вович Само́йлов (род. 11 июля 1976, Вольск, Саратовская область, СССР — ум. 21 февраля 2000, около села Харсеной, Шатойский район, Чечня, Россия, похоронен в Пскове) — старший лейтенант ВС РФ, участник Второй чеченской войны, Герой Российской Федерации (2000, посмертно). Командир взвода 2-й отдельной бригады специального назначения Главного разведывательного управления Генерального Штаба Вооружённых Сил РФ.

## Биография
Родился 11 июля 1976 года в городе Вольске Саратовской области в семье военнослужащего. Русский. Окончил среднюю школу № 21 в Пскове.
В 1993 году поступил в Санкт-Петербургское военное общевойсковое командное училище, которое окончил в 1997 году, после чего поступил на службу во 2-ю отдельную бригаду специального назначения Главного разведывательного управления Генерального Штаба Вооружённых Сил РФ, дислоцированную в г. Псков, в Ленинградском военном округе. Был командиром группы специального назначения.
Участник второй чеченской войны.
21 февраля 2000 года, после восьмидневного похода по горам с разведывательными целями, около села Харсеной Шатойского района три группы 2-й бригады спецназа (возглавляемые Калининым, Самойловым и Боченковым) общей численностью 25 человек, попали в засаду, подготовленную несколькими сотнями боевиков. Все 25 спецназовцев и 8 бойцов из других подразделений, пытавшегося прийти на помощь, погибли, согласно показаниям взятых впоследствии в плен боевиков и жителей села, бандиты потеряли от 70 до 100 человек только убитыми.
Похоронен в городе Пскове на Орлецовском кладбище (Орлецы-2).
Указом Президента Российской Федерации № 1162 от 24 июня 2000 года за мужество и героизм, проявленные при выполнении воинского долга в Северо-Кавказском регионе, старшему лейтенанту Самойлову Сергею Вячеславовичу посмертно присвоено звание Героя Российской Федерации. Медаль «Золотая звезда» № 661 была передана родным Героя.
Звание Героев Российской Федерации было присвоено также погибшим в том бою старшему лейтенанту А. А. Калинину и капитану М. В. Боченкову.
Именем Героя в 2001 году назван Псковский социально-экономический лицей (бывшая средняя школа № 21, в которой учился Герой), на здании школы установлена мемориальная доска. Приказом Министра обороны Российской Федерации от 7 февраля 2002 года посмертно зачислен в списки 1-й роты 2-й отдельной бригады специального назначения ГРУ ГШ (Ленинградский военный округ).
С 2004 года вечер памяти Сергея Самойлова ежегодно проходит в библиотеке «Родник».